# Clyde McPhatter
Clyde McPhatter, född 15 november 1932 i Durham, North Carolina, död 13 juni 1972 i Teaneck, New Jersey, var en amerikansk rhythm & blues-sångare.
McPhatter räknas som en av de mera inflytelserika rhythm & blues-sångarna från 1950-talet. Han växte upp i en religiös familj aktiv inom baptist-rörelsen, och började redan som ung sjunga i gospel-kör. 
År 1950 började han sjunga i en lite mer jordnära musikgrupp, Billy Ward and the Dominoes. Den gruppen fick en stor hit 1951 med låten "Sixty Minute Man". År 1953 lämnade dock McPhatter gruppen då han inte tjänade tillräckligt med pengar. Året därpå skrev han kontrakt med Atlantic Records och formade legendariska gruppen The Drifters och hade hits som "Money Honey", "Such a Night", "Honey Love", och "White Christmas" med den. Samma år fick han inkallelse till värnplikt, men blev posterad i USA, så det gjorde att han kunde fortsätta spela in skivor. Kort efter detta lämnade McPhatter Drifters för att påbörja en solokarriär.
McPhatter gjorde succé även som soloartist, men ännu bättre gick det för vita musiker som gjorde sina versioner av hans verk. I början på 1960-talet skrev han kontrakt med MGM Records och hade även där en del hits, exempelvis "I Never Knew" och "Lover Please". Hans karriär började dock ta skada av hans alkoholism. Han fortsatte ha hits framåt på 1960-talet men de blev gradvis färre. Han flyttade till England en tid och fick en liten karriär där, men flyttade tillbaka till USA i början på 1970-talet. Han dog av en hjärtattack i Teaneck, New Jersey år 1972.
McPhatter blev invald i Rock and Roll Hall of Fame år 1987.